# Władysław Michał Pius Branicki
Władysław Michał Pius Branicki herbu Korczak (ur. 11 maja 1848 w Białej Cerkwi, zm. 12 kwietnia 1914 w Nicei) – polski magnat, właściciel ziemski.

## Życiorys
Urodził się 11 maja 1848 w Białej Cerkwi. Był synem Aleksandra Branickiego herbu Korczak (1821–1877) i Anny Niny Hołyńskiej z Hołyna herbu Klamry (1824–1907). Był stryjecznym bratem Ksawerego Branickiego.
Był właścicielem posiadłości w Galicji, na ziemiach ukraińskich, rezydencji „Frascati” i innych nieruchomości w Warszawie w tym mieście. Na Ukrainie posiadał m.in. dobra Stawiszczańskie. Za jego czasów w Stawiszczu powstał dwór. Uchodził za jednego z najbogatszych magnatów polskich. Znany był z działalności filantropijnej. Zadysponował specjalnym funduszem, z którego za sprawą wyznaczonej osoby zaufanej wspierano w Warszawie osoby proszące o pomoc materialną. Otrzymał tytuł kamerjunkiera dworu rosyjskiego.
Był żonaty z hr. Julią z domu Potocką rodem z Łańcuta (1854–1921, córka Alfreda). Miał córki: Marię (1873–1934, żona Zdzisława Lubomirskiego), Annę (1876–1953, druga żona Juliusza Tarnowskiego), Julię (1879–1929, żona Henryka Potockiego) i Różę (1881–1953, żona Benedykta Tyszkiewicza).
Zmarł 12 kwietnia 1914 w Nicei w wyniku przewlekłej choroby płuc. Pogrzeb odbył się tamże. Został pochowany w Suchej. We wspomnieniu na łamach polskojęzycznego dziennika „Polonia” z Paryża został określony jako „jeden z najlepszych ludzi, jakie ma społeczeństwo polskie”.